# Ana Heylan

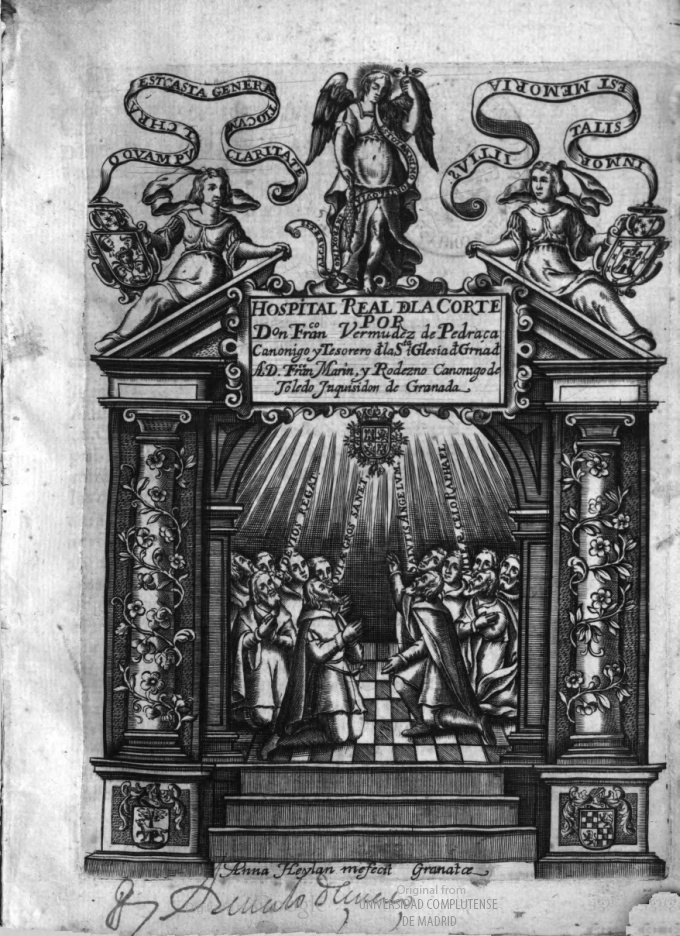
Portada calcográfica de la obra de Francisco Bermúdez de Pedraza, Hospital Real de la Corte, Biblioteca de la Universidad Complutense.

Ana Heylan (Granada, bautizada el 7 de julio de 1615-1655) fue una grabadora calcográfica activa en Granada, miembro de una familia de artistas dedicados todos ellos, según Ceán Bermúdez a «grabar a buril con limpieza y corrección estampas de santos, portadas de libros y otros asuntos en pequeño por el gusto y estilo de los artistas flamencos».

## Biografía y obra
Hija de Ana de la Paz Hurtado Estébanez, también mencionada como Ana de Godoy, y de Francisco Heylan, grabador e impresor de libros flamenco establecido en Granada en 1611, fue bautizada el 7 de julio de 1615 en la parroquia de San Juan de los Reyes.
Huérfana de madre con diez años, poco se conoce de su biografía, salvo que el 25 de mayo de 1630 contrajo matrimonio con un tal Juan Maior, o Mayor, de origen alemán, platero acogido en el taller de Francisco Heylan tras arribar a Málaga en 1626, con veintiún años. En 1636 el matrimonio se hizo cargo de las dos hermanas menores de Ana, que algunos años después profesarían como religiosas. Su primera obra firmada es la portada con el escudo episcopal del tratado del dominico Juan de Mata Santoral de los santissimos patriarcas (...) Santo Domingo, y San Francisco, y de los Santos de entrambas sagradas religiones, impreso en Granada por Blas Martínez, 1635. Para Francisco Bermúdez de Pedraza, canónigo de la catedral granadina, grabó las portadas arquitectónicas de El secretario del rei, 1637, Historia eclesiástica, principios y progressos de la  ciudad y religión católica de Granada, 1638, Historia eucharística y reformación de abusos, 1642, y Hospital Real de la Corte, 1645.
De estilo diferente es la portada del tratado de Luis de Paracuellos Cabeza de Vaca, Triunfales celebraciones que en aparatos magestuosos consagró religiosa la ciudad de Granada: a honor de la Pureza Virginal de María Santíssima en sus desagrauios..., en impresión de Francisco García de Velasco, 1640, con una bella estampa de la Virgen Inmaculada con el Niño rodeada por los atributos de las Letanías lauretanas. Suyas son también la portada y un pequeño mapa del mar Ibérico en la obra de Francisco de Bedmar, Historia sexitana de la antigüedad y grandezas de la ciudad de Bélez, impresa en Granada por Baltasar de Bolívar y Francisco Sánchez, 1652. Muy original es la portada de su última obra firmada, la del libro de Fernando Vergara Cabezas Defensa en derecho por la Inmaculada Concepzión de la Virgen Santíssima María Madre de Dios y Señora nuestra, impresa por Franco Sánchez en la Imprenta Real de Granada, 1654, con la imagen de un ángel adolescente mostrando el título de la obra en un lienzo desplegado que sostiene con los brazos extendidos sobre nubes.
Se conocen además algunas estampas sueltas de devoción como la de Nuestra Señora de la Esperanza, con la leyenda «N.S. de Esperança Milagrossisima ymagen  Aparecid(a) e la Sierra Nevada a Ruilópez de Guzmán», o la de Nuestra Señora de la Estrella de la Villa de Enciso.